# Al McCandless
Alfred A. McCandless, detto Al (Brawley, 23 luglio 1927 – 9 agosto 2017), è stato un politico statunitense, membro della Camera dei Rappresentanti per lo stato della California dal 1983 al 1995.

## Biografia
Nato a Brawley, McCandless studiò all'UCLA e prestò servizio nel corpo dei marines.
Dopo aver lavorato come venditore di automobili, entrò in politica con il Partito Repubblicano e per dieci anni fu nel consiglio dei supervisori della contea di Riverside.
Nel 1972 venne eletto alla Camera dei Rappresentanti e venne riconfermato dagli elettori per altri cinque mandati. Nel 1995 annunciò il suo ritiro dal Congresso e lasciò il seggio dopo dodici anni di servizio.